# Mărișel
Mărișel é uma comuna romena localizada no distrito de Cluj, na região histórica da Transilvânia. A comuna possui uma área de 85.94 km² e sua população era de 1521 habitantes segundo o censo de 2007.